# Manuel María de Bernardo
Manuel María de Bernardo Foncubierta (San Fernando, Cádiz, 6 de diciembre de 1964) es un economista y político español del Partido Andalucista. Fue alcalde de San Fernando (Cádiz) desde enero de 2005 a junio de 2011, siendo el tercer alcalde isleño de la democracia tras el fallecimiento de Francisco Franco. Además tuvo un papel fundamental en el Andalucismo, llegando a desempeñar la vicesecretaría del PA. Por último fue el último regidor de dicho partido en la localidad.

## Biografía
Nace siendo el único hijo de la familia compuesta por su madre, María dolores Foncubierta, natural de San Fernando, y de su padre, de nacionalidad Gallega, el cual fue militar de profesión. Bernardo es diplomado en ciencias Empresariales por la Universidad de Cádiz, y licenciado en Ciencias Económicas por la Universidad de Málaga. Esta Casado y es padre de tres hijos.

### Trayectoria política y profesional
Ha sido profesor del Departamento de Economía Financiera de la Universidad de Cádiz (1991-2010), Vicepresidente de la Diputación provincial de Cádiz (2001 a 2006), tras la presidencia de Rafael Román Guerrero y de Francisco González Cabaña, por el Partido Socialista Obrero Español (PSOE). Además fue también Alcalde de San Fernando (2005 a 2011), tras el cese de Antonio Olmedo,  fue primer Teniente de Alcalde y Portavoz del Gobierno y del Grupo Municipal Andalucista (2003-2005). Ha sido también Vicesecretarío del Partido Andalucista (PA), Rector en la Universidad de Cádiz, Concejal en el Ayuntamiento de San Fernando (1999-2004), y además, ha ostentado cargos de responsabilidad orgánica en Juventudes Andalucistas, Diputado del Partido Andalucista (PA) en el Parlamento Andaluz (2004-2008) en la VII legislatura, y por último es administrador de una empresa de Cádiz.
Manuel María de Bernardo es actualmente delegado específico de Aguas, Ahorro y Eficiencia Energética, Limpieza y Jardines, cargo que desempeña en el Ayuntamiento de San Fernando (Cádiz).

### Alcalde de San Fernando (2005-2011)
Fue investido alcalde en 2005, tras el cese de Antonio Moreno Olmedo. Manuel María de Bernardo accede tras un pacto entre el Partido Andalucista y el Partido Popular, ya que el PA obtuvo 3 concejales, mientras que el PP estaba a 10 concejales, siendo investido alcalde de San Fernando (Cádiz). 
Cesó en la alcaldía de su ciudad, ya que el Partido Popular (PP) gana las elecciones municipales de 2011, consiguiendo 10 concejales por mayoría absoluta, mientras que el partido Andalucista (PA) consiguió 3, y otros como el Partido Socialista Obrero Español (PSOE) consiguieron 9 concejales, eIzquierda Unida Los Verde-Convocatoria por Andalucía consiguió 1 concejal, entrando José Loaiza García a la alcaldía de San Fernando.

### Caso "caja de efectivo"
Manuel María de Bernardo Foncubierta fue sentenciado por el Tribunal Supremo el 11 de junio de 2011, tras desaparecer 7,6 millones de euros de la caja de efectivo del Ayuntamiento de San Fernando. Eso trajo el cese de concejal y alcalde de la Isla, siendo investido alcalde, José Loaiza.
Sigo pensando que no soy responsable subsidiario del menoscabo producido en este Ayuntamiento y espero que la justicia me dé al final la razón" dice Manuel María de Bernardo Foncubierta